# Zbrodnia w Kupowalcach
Zbrodnia w Kupowalcach – zbrodnia dokonana w dniach 16–17 lipca 1943 roku przez oddział UPA na ludności narodowości polskiej podczas rzezi wołyńskiej. Miejscem zbrodni była wieś Kupowalce, gmina Brany, powiat horochowski, w województwie wołyńskim. Łącznie zamordowano około 150 Polaków.
Na Kupowalce dokonano napadu pomimo tego, że wieś miała dobre stosunki z Ukraińcami i dostarczała UPA żywność. 16 lipca 1943 roku około południa do wsi na furmankach niespodziewanie wjechali upowcy uzbrojeni w broń palną oraz noże, siekiery, szable i inną broń białą. Napastnicy rozbiegli się po wsi, dokonując mordów. Z powodu zaskoczenia oraz dużej przewagi Ukraińców nieliczna polska samoobrona nie podjęła walki. Ludność polska rzuciła się do ucieczki, głównie na pola, gdzie chowano się w zbożu. W celu wyłapania i zabicia zbiegów upowcy dokonali przeczesania okolicznych pól.
Oddziałom UPA towarzyszyła ludność ukraińska z okolicznych wsi, która do wieczora dokonywała rabunku mienia Polaków.
17 lipca UPA powtórzyła przeczesywanie wsi i pól, wyszukując rannych i ukrywających się. Następnie Kupowalce spalono, wysadzono w powietrze także budynek szkoły.
Polacy, którzy zdołali zbiec, schronili się w Horochowie. Grupa mężczyzn otrzymała od Niemców broń i powróciła do Kupowalec, gdzie znalazła kilka ocalałych osób. Halinę Gilewicz ukrywał w stogu siana Ukrainiec Tkaczuk.

## Upamiętnienie
W 1998 roku Stowarzyszenie Upamiętniania Polaków Pomordowanych na Wołyniu postawiło w Kupowalcach metalowy krzyż o wysokości 5-10 metrów.